# Campionati europei di sollevamento pesi 2011
I Campionati europei di sollevamento pesi 2011, 92ª edizione maschile e 24ª femminile della manifestazione, si sono svolti dall'11 al 17 aprile a Kazan', in Russia, alla Basket-Hall Arena Kazan.
In base alle variazioni avvenute nel corso del suo svolgimento, l'edizione è conteggiata come:
- la 70ª effettivamente organizzata;
- la 90ª secondo la numerazione della EWF;
- la 92ª secondo la numerazione della IWF.

## Squalifiche
Le competizioni furono caratterizzate da sei squalifiche:
- Alexandru Roșu nei pesi medi maschili, che giunse secondo;
- Anatoliy Mushyk nei pesi massimi leggeri maschili;
- Gevorik Poghosyan nei pesi mediomassimi maschili, che giunse terzo;
- Dmitrj Lapikov nei pesi supermassimi maschili, che vinse la gara;
- Elen Grigoryan nei pesi piuma femminili, che giunse seconda
- Mita Overvliet nei pesi leggeri femminili.

Inoltre, nell'aprile del 2013, due anni dopo la conclusione dei campionati, gli atleti dell'Azerbaigian furono tolti (retroattivamente) dalla classifica a squadre e i loro risultati cancellati per la positività alle sostanze proibite (metandrostenolone) riscontrata a Valentin Hristov, Sardar Hasanov, Silvija Angelova e altri, ai campionati europei di Tirana. 
Furono squalificati per due anni e la Federazione di Sollevamento Pesi dell'Azerbaigian venne sanzionata con una multa di 500 000 dollari.

## Titoli in palio
Sono stati assegnati 15 titoli nel totale dell'esercizio (45 considerando anche le due specialità, lo strappo e lo slancio) in 8 categorie maschili e 7 femminili, sotto elencate.
Categorie maschili
| Categoria            | Eventi         | Atleti | Gruppi |
| -------------------- | -------------- | ------ | ------ |
| Pesi gallo           | Fino a 56 kg   | 12     | 2      |
| Pesi piuma           | Fino a 62 kg   | 12     | 2      |
| Pesi leggeri         | Fino a 69 kg   | 17     | 2      |
| Pesi medi            | Fino a 77 kg   | 16     | 2      |
| Pesi massimi leggeri | Fino a 85 kg   | 16     | 2      |
| Pesi mediomassimi    | Fino a 94 kg   | 14     | 2      |
| Pesi massimi         | Fino a 105 kg  | 17     | 2      |
| Pesi supermassimi    | Oltre i 105 kg | 18     | 2      |

Categorie femminili
| Categoria            | Eventi        | Atlete | Gruppi |
| -------------------- | ------------- | ------ | ------ |
| Pesi gallo           | Fino a 48 kg  | 11     | 2      |
| Pesi piuma           | Fino a 53 kg  | 12     | 2      |
| Pesi leggeri         | Fino a 58 kg  | 14     | 2      |
| Pesi medi            | Fino a 63 kg  | 10     | 1      |
| Pesi massimi leggeri | Fino a 69 kg  | 14     | 2      |
| Pesi massimi         | Fino a 75 kg  | 11     | 2      |
| Pesi supermassimi    | Oltre i 75 kg | 6      | 1      |

## Calendario eventi
Di seguito il calendario dei titoli da assegnare nelle sette giornate di gare.
| Giorno→ Categoria ↓ | Lu 11 | Ma 12 | Me 13 | Gi 14 | Ve 15 | Sa 16 | Do 17 |
| ------------------- | ----- | ----- | ----- | ----- | ----- | ----- | ----- |
| 56 kg               | ●     |       |       |       |       |       |       |
| 62 kg               |       | ●     |       |       |       |       |       |
| 69 kg               |       |       | ●     |       |       |       |       |
| 77 kg               |       |       |       | ●     |       |       |       |
| 85 kg               |       |       |       |       | ●     |       |       |
| 94 kg               |       |       |       |       |       | ●     |       |
| 105 kg              |       |       |       |       |       | ●     |       |
| +105 kg             |       |       |       |       |       |       | ●     |

| Giorno→ Categoria ↓ | Lu 11 | Ma 12 | Me 13 | Gi 14 | Ve 15 | Sa 16 | Do 17 |
| ------------------- | ----- | ----- | ----- | ----- | ----- | ----- | ----- |
| 48 kg               | ●     |       |       |       |       |       |       |
| 53 kg               |       | ●     |       |       |       |       |       |
| 58 kg               |       |       | ●     |       |       |       |       |
| 63 kg               |       |       |       | ●     |       |       |       |
| 69 kg               |       |       |       |       | ●     |       |       |
| 75 kg               |       |       |       |       |       | ●     |       |
| +75 kg              |       |       |       |       |       |       | ●     |

## Nazioni partecipanti
Le nazioni che hanno partecipato ai campionati furono 32 per un totale di 200 partecipanti (122 atleti e 78 atlete). Tra parentesi i partecipanti per nazione.
- Albania  (4)
- Armenia  (11)
- Azerbaigian  (7)
- Belgio  (1)
- Bielorussia  (11)
- Cipro  (2)
- Croazia  (2)
- Danimarca  (3)
- Finlandia  (6)
- Francia  (10)
- Georgia  (2)
- Germania  (10)
- Grecia  (4)
- Israele  (1)
- Italia  (11)
- Lettonia  (5)
- Lituania  (4)
- Moldavia  (9)
- Norvegia  (3)
- Paesi Bassi  (2)
- Polonia  (15)
- Regno Unito  (2)
- Rep. Ceca  (7)
- Romania  (6)
- Russia  (15)
- Serbia  (1)
- Slovacchia  (3)
- Spagna  (9)
- Svezia  (3)
- Turchia  (15)
- Ucraina  (12)
- Ungheria  (4)

## Risultati
Furono stabiliti tre record mondiali, uno nell'esercizio totale e due nelle singole specialità.

### Categorie maschili
| Evento  | Oro                | Oro    | Argento           | Argento | Bronzo             | Bronzo |
| ------- | ------------------ | ------ | ----------------- | ------- | ------------------ | ------ |
| 56 kg   |                    |        |                   |         |                    |        |
| Strappo | Gökhan Kılıç       | 118 kg | Stanislaŭ Čadovič | 118 kg  | Ghenadie Dudoglo   | 115 kg |
| Slancio | Oleg Sîrghi        | 150 kg | Florin Croitoru   | 141 kg  | Smbat Margaryan    | 141 kg |
| Totale  | Oleg Sîrghi        | 262 kg | Gökhan Kılıç      | 256 kg  | Florin Croitoru    | 256 kg |
| 62 kg   |                    |        |                   |         |                    |        |
| Strappo | Bünyamin Sezer     | 140 kg | Antoniu Buci      | 134 kg  | Damian Wiśniewski  | 130 kg |
| Slancio | Marius Gîscan      | 162 kg | Hurşit Atak       | 161 kg  | Bünyamin Sezer     | 158 kg |
| Totale  | Bünyamin Sezer     | 298 kg | Antoniu Buci      | 290 kg  | Hurşit Atak        | 289 kg |
| 69 kg   |                    |        |                   |         |                    |        |
| Strappo | Mete Binay         | 154 kg | Răzvan Martin     | 150 kg  | Vladislav Lukanin  | 146 kg |
| Slancio | Vladislav Lukanin  | 186 kg | Răzvan Martin     | 181 kg  | Daniel Godelli     | 176 kg |
| Totale  | Vladislav Lukanin  | 332 kg | Răzvan Martin     | 331 kg  | Daniel Godelli     | 321 kg |
| 77 kg   |                    |        |                   |         |                    |        |
| Strappo | Arayik Mirzoyan    | 160 kg | Erkand Qerimaj    | 157 kg  | Semih Yağcı        | 155 kg |
| Slancio | Semih Yağcı        | 192 kg | Arayik Mirzoyan   | 187 kg  | Richard Tkáč       | 183 kg |
| Totale  | Semih Yağcı        | 347 kg | Arayik Mirzoyan   | 347 kg  | Richard Tkáč       | 335 kg |
| 85 kg   |                    |        |                   |         |                    |        |
| Strappo | Apti Auchadov      | 173 kg | Aleksej Jufkin    | 170 kg  | Edgar Gevorgyan    | 165 kg |
| Slancio | Aleksej Jufkin     | 215 kg | Apti Auchadov     | 212 kg  | Benjamin Hennequin | 208 kg |
| Totale  | Aleksej Jufkin     | 385 kg | Apti Auchadov     | 385 kg  | Benjamin Hennequin | 373 kg |
| 94 kg   |                    |        |                   |         |                    |        |
| Strappo | Aurimas Didžbalis  | 177 kg | Anatolii Cîrîcu   | 173 kg  | Andrej Demanov     | 171 kg |
| Slancio | Andrej Demanov     | 220 kg | Anatolii Cîrîcu   | 217 kg  | Aurimas Didžbalis  | 205 kg |
| Totale  | Andrej Demanov     | 391 kg | Anatolii Cîrîcu   | 390 kg  | Aurimas Didžbalis  | 382 kg |
| 105 kg  |                    |        |                   |         |                    |        |
| Strappo | Chadžimurat Akkaev | 195 kg | Gia Machavariani  | 183 kg  | Mikhail Audzeyeu   | 181 kg |
| Slancio | Chadžimurat Akkaev | 230 kg | Gia Machavariani  | 217 kg  | Bartłomiej Bonk    | 214 kg |
| Totale  | Chadžimurat Akkaev | 425 kg | Gia Machavariani  | 400 kg  | Bartłomiej Bonk    | 394 kg |
| +105 kg |                    |        |                   |         |                    |        |
| Strappo | Ihor Šymečko       | 195 kg | Irakli Turmanidze | 188 kg  | Jaŭhen Žarnasek    | 187 kg |
| Slancio | Jiří Orság         | 226 kg | Bünyamin Sudaş    | 224 kg  | Jaŭhen Žarnasek    | 223 kg |
| Totale  | Ihor Šymečko       | 412 kg | Jiří Orság        | 410 kg  | Jaŭhen Žarnasek    | 410 kg |

### Categorie femminili
| Evento  | Oro                  | Oro    | Argento               | Argento | Bronzo                | Bronzo |
| ------- | -------------------- | ------ | --------------------- | ------- | --------------------- | ------ |
| 48 kg   |                      |        |                       |         |                       |        |
| Strappo | Genny Pagliaro       | 82 kg  | Nurdan Karagöz        | 80 kg   | Marzena Karpińska     | 90 kg  |
| Slancio | Nurdan Karagöz       | 100 kg | Genny Pagliaro        | 98 kg   | Marzena Karpińska     | 93 kg  |
| Totale  | Nurdan Karagöz       | 180 kg | Genny Pagliaro        | 180 kg  | Marzena Karpińska     | 170 kg |
| 53 kg   |                      |        |                       |         |                       |        |
| Strappo | Aylin Daşdelen       | 90 kg  | Julia Rohde           | 83 kg   | Marija Vidljvana      | 83 kg  |
| Slancio | Aylin Daşdelen       | 112 kg | Ayşegül Çoban         | 105 kg  | Julia Rohde           | 104 kg |
| Totale  | Aylin Daşdelen       | 202 kg | Julia Rohde           | 187 kg  | Ayşegül Çoban         | 180 kg |
| 58 kg   |                      |        |                       |         |                       |        |
| Strappo | Anastasija Novikava  | 100 kg | Julija Paratova       | 92 kg   | Julija Derkach        | 88 kg  |
| Slancio | Anastasija Novikava  | 125 kg | Aleksandra Klejnowska | 110 kg  | Julija Paratova       | 108 kg |
| Totale  | Anastasija Novikava  | 225 kg | Julija Paratova       | 200 kg  | Aleksandra Klejnowska | 196 kg |
| 63 kg   |                      |        |                       |         |                       |        |
| Strappo | Svetlana Carukaeva   | 112 kg | Sibel Şimşek          | 108 kg  | Marina Šainova        | 104 kg |
| Slancio | Marina Šainova       | 141 kg | Svetlana Carukaeva    | 133 kg  | Sibel Şimşek          | 130 kg |
| Totale  | Marina Šainova       | 245 kg | Svetlana Carukaeva    | 245 kg  | Sibel Şimşek          | 238 kg |
| 69 kg   |                      |        |                       |         |                       |        |
| Strappo | Oksana Slivenko      | 120 kg | Tat'jana Matveeva     | 110 kg  | Eszter Krutzler       | 104 kg |
| Slancio | Oksana Slivenko      | 145 kg | Tat'jana Matveeva     | 141 kg  | Eszter Krutzler       | 127 kg |
| Totale  | Oksana Slivenko      | 265 kg | Tat'jana Matveeva     | 251 kg  | Eszter Krutzler       | 231 kg |
| 75 kg   |                      |        |                       |         |                       |        |
| Strappo | Natal'ja Zabolotnaja | 133 kg | Nadežda Evstjuchina   | 130 kg  | Lidia Valentin        | 122 kg |
| Slancio | Nadežda Evstjuchina  | 162 kg | Natal'ja Zabolotnaja  | 153 kg  | Lidia Valentin        | 142 kg |
| Totale  | Nadežda Evstjuchina  | 292 kg | Natal'ja Zabolotnaja  | 286 kg  | Lidia Valentin        | 264 kg |
| +75 kg  |                      |        |                       |         |                       |        |
| Strappo | Tat'jana Kaširina    | 146 kg | Ümmühan Uçar          | 113 kg  | Kathleen Schöppe      | 100 kg |
| Slancio | Tat'jana Kaširina    | 181 kg | Ümmühan Uçar          | 136 kg  | Kathleen Schöppe      | 131 kg |
| Totale  | Tat'jana Kaširina    | 327 kg | Ümmühan Uçar          | 249 kg  | Kathleen Schöppe      | 231 kg |

## Medagliere

### Grandi (totale)
Riferito al totale dell'esercizio: 18 nazioni sono entrate nel medagliere.
| Posiz. | Nazione     | Oro | Argento | Bronzo | Totale |
| ------ | ----------- | --- | ------- | ------ | ------ |
| 1      | Russia      | 8   | 4       | 0      | 12     |
| 2      | Turchia     | 4   | 2       | 3      | 9      |
| 3      | Moldavia    | 1   | 1       | 0      | 2      |
| 3      | Ucraina     | 1   | 1       | 0      | 2      |
| 5      | Bielorussia | 1   | 0       | 1      | 2      |
| 6      | Romania     | 0   | 2       | 1      | 3      |
| 7      | Germania    | 0   | 1       | 1      | 2      |
| 8      | Armenia     | 0   | 1       | 0      | 1      |
| 8      | Georgia     | 0   | 1       | 0      | 1      |
| 8      | Italia      | 0   | 1       | 0      | 1      |
| 8      | Rep. Ceca   | 0   | 1       | 0      | 1      |
| 12     | Polonia     | 0   | 0       | 3      | 3      |
| 13     | Albania     | 0   | 0       | 1      | 1      |
| 13     | Francia     | 0   | 0       | 1      | 1      |
| 13     | Lituania    | 0   | 0       | 1      | 1      |
| 13     | Slovacchia  | 0   | 0       | 1      | 1      |
| 13     | Spagna      | 0   | 0       | 1      | 1      |
| 13     | Ungheria    | 0   | 0       | 1      | 1      |
| Totale | Totale      | 15  | 15      | 15     | 45     |

### Grandi (totale) e Piccole (Strappo e Slancio)
Riferito al totale dell'esercizio e delle due specialità: 18 nazioni sono entrate nel medagliere.
| Posiz. | Nazione     | Oro | Argento | Bronzo | Totale |
| ------ | ----------- | --- | ------- | ------ | ------ |
| 1      | Russia      | 22  | 11      | 3      | 36     |
| 2      | Turchia     | 11  | 9       | 6      | 26     |
| 3      | Bielorussia | 3   | 1       | 4      | 8      |
| 4      | Moldavia    | 2   | 3       | 1      | 6      |
| 5      | Ucraina     | 2   | 2       | 3      | 7      |
| 6      | Romania     | 1   | 6       | 1      | 8      |
| 7      | Armenia     | 1   | 2       | 2      | 5      |
| 8      | Italia      | 1   | 2       | 0      | 3      |
| 9      | Rep. Ceca   | 1   | 1       | 0      | 2      |
| 10     | Lituania    | 1   | 0       | 2      | 3      |
| 11     | Georgia     | 0   | 4       | 0      | 4      |
| 12     | Germania    | 0   | 2       | 4      | 6      |
| 13     | Polonia     | 0   | 1       | 7      | 8      |
| 14     | Albania     | 0   | 1       | 2      | 3      |
| 15     | Spagna      | 0   | 0       | 3      | 3      |
| 15     | Ungheria    | 0   | 0       | 3      | 3      |
| 17     | Francia     | 0   | 0       | 2      | 2      |
| 17     | Slovacchia  | 0   | 0       | 2      | 2      |
| Totale | Totale      | 45  | 45      | 45     | 135    |

## Classifica a squadre

### Sistema di punteggio
Il sistema di punteggio è indicato dalla sommatoria dell'esercizio totale e delle due specialità in base allo schema adottato nel 1996:

### Categorie maschili
| Pos. | Squadra     | Punti |
| ---- | ----------- | ----- |
| 1    | Turchia     | 470   |
| 2    | Polonia     | 467   |
| 3    | Moldavia    | 431   |
| 4    | Russia      | 401   |
| 5    | Armenia     | 388   |
| 6    | Bielorussia | 383   |
| 7    | Romania     | 340   |
| 8    | Francia     | 334   |
| 9    | Ucraina     | 282   |
| 10   | Germania    | 254   |
| 11   | Rep. Ceca   | 241   |
| 12   | Spagna      | 204   |
| 13   | Lituania    | 162   |
| 14   | Finlandia   | 147   |
| 15   | Italia      | 145   |
| 16   | Georgia     | 142   |
| 17   | Ungheria    | 115   |
| 18   | Grecia      | 109   |
| 19   | Slovacchia  | 106   |
| 20   | Croazia     | 105   |
| 21   | Lettonia    | 100   |
| 22   | Albania     | 92    |
| 23   | Danimarca   | 92    |
| 24   | Cipro       | 65    |
| 25   | Belgio      | 64    |
| 26   | Svezia      | 57    |
| 27   | Serbia      | 41    |
| —    | Paesi Bassi | 0     |
| —    | Israele     | 0     |
| —    | Norvegia    | 0     |

### Categorie femminili
| Pos. | Squadra     | Punti |
| ---- | ----------- | ----- |
| 1    | Russia      | 559   |
| 2    | Turchia     | 517   |
| 3    | Polonia     | 413   |
| 4    | Italia      | 397   |
| 5    | Ucraina     | 348   |
| 6    | Germania    | 319   |
| 7    | Bielorussia | 206   |
| 8    | Spagna      | 189   |
| 9    | Francia     | 167   |
| 10   | Finlandia   | 159   |
| 11   | Ungheria    | 132   |
| 12   | Norvegia    | 118   |
| 13   | Svezia      | 113   |
| 14   | Grecia      | 100   |
| 15   | Armenia     | 75    |
| 16   | Regno Unito | 67    |
| 17   | Albania     | 59    |
| 18   | Moldavia    | 58    |
| 19   | Rep. Ceca   | 48    |
| 20   | Danimarca   | 47    |
| 21   | Lettonia    | 42    |
| 22   | Slovacchia  | 18    |
| —    | Paesi Bassi | 0     |